# Mapa estratégico
En el campo de los negocios, el concepto de los mapas estratégicos fue desarrollado por Robert Kaplan y David P. Norton, y plasmado en el libro de ambos Strategic Maps.  El concepto fue introducido previamente por ellos mismos en el libro Balanced Scorecard (conocido en castellano como Cuadro de mando integral o CMI).
De hecho, a ellos se debe el desarrollo del CMI en 1992, que apareció por primera vez en un paper publicado en Harvard Business Review. El foco del CMI es proveer a las organizaciones de las métricas para medir su éxito. El principio subyacente fue No se puede controlar lo que no se puede medir.
Los mapas estratégicos se encuentran muy relacionados con el CMI. 
De acuerdo con la experiencia continuada con las organizaciones que pusieron en ejecución con éxito el CMI, Kaplan y Norton descubrieron dos factores comunes importantes entre las organizaciones que implementaban el CMI con éxito: los factores foco y alineamiento.
Las organizaciones, mientras elaboraban sus CMI, fueron forzadas a repensar sus prioridades estratégicas y describir sus estrategias. Esto llevó a Kaplan y Norton a toparse con un principio más profundo: no se puede medir lo que no se puede describir. Los mapas estratégicos, que originalmente habían sido una parte del proceso de construcción del CMI, ahora se convirtieron en el tema central.
Los mapas estratégicos son una manera de proporcionar una visión macro de la estrategia de una organización, y proveen un lenguaje para describir la estrategia, antes de elegir las métricas para evaluar su desempeño.

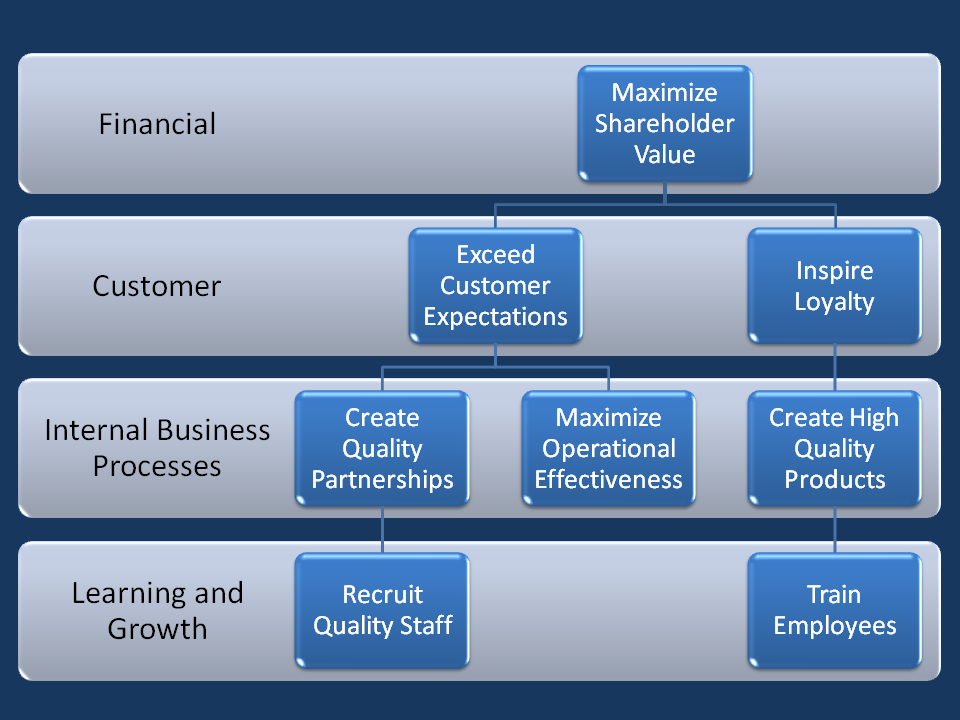
Mapa estratégico genérico

## Perspectivas
Kaplan y Norton no definen explícitamente lo que significa una perspectiva (aunque podría decirse que agrupan y describen los objetivos de una empresa), pero enumeran las cuatro perspectivas principales que una organización (con o sin fines de lucro) debe tener:
- Perspectiva financiera o de resultado: En organizaciones con fines de lucro, esto implica a accionistas, mientras que en organizaciones sin fines de lucro, esto implica a las organizaciones financieras o subsidiarias.
- Perspectiva del cliente o mercado
- Perspectiva del proceso (de negocio) interno: Implica lo siguiente:
  - El proceso de gestión de las operaciones
  - El proceso de gestión de clientes
  - El proceso de innovación
  - El proceso social y regulatorio
- Perspectiva del aprendizaje, crecimiento o tecnológica: Esto implica el desarrollo de los capitales humano, de la información y organizacional.

Algunos datos importantes sobre las perspectivas y su orden:
- Las perspectivas se ordenan de forma descendente por su:
  - Conmensurabilidad: capacidad de ser medida, característica que vuelve a la perspectiva más objetiva.  En la medida que la perspectiva no pueda medirse, esta se vuelve subjetiva, y por este motivo se desplaza hacia abajo en la lista.
  - Urgencia
  - Tangencia: cantidad de puntos de contacto de la perspectiva con el rumbo que se quiere dar a la organización
  - Visibilidad
- La misión, visión, valores centrales y metas principales de la organización se expresan en términos de perspectivas más altas.
- Las estrategias de detalle están en términos de perspectivas más bajas.

La idea básica es comenzar mirando una perspectiva más alta para identificar lo que se necesita, e ir recorriendo la lista hacia abajo para entender qué debe hacerse para lograrlo. El mapa estratégico codifica esta información. Las flechas de efecto van de las perspectivas más bajas a las más altas, pero las flechas de inferencia estratégica (que no se dibuja explícitamente en el mapa estratégico) parten de perspectivas más altas hacia otras más bajas.
Las perspectivas más altas involucran a gente u otras organizaciones (en general referidos como stakeholders y shareholders).  Por ejemplo, las “perspectivas financieras” involucran a los accionistas (entre otros), la “perspectiva del cliente” involucra obviamente a los clientes.
(Los stakeholders en una corporación son los individuos y entidades que contribuyen, voluntaria o involuntariamente, a la capacidad de creación de bienes y son potenciales beneficiarios y/o portadores del riesgo.)
Las perspectivas más bajas no involucran a nadie explícitamente.
La mejora en términos de perspectivas más bajas tiene un largo período de gestación, pero es la única manera de lograr un cambio dramático y duradero en el funcionamiento de la organización. por kaplan y Norton llaman activos intangibles a los capitales humano, de la información y organizacional mencionados en la perspectiva más baja.

## Visión y misión
La visión de una organización es una declaración orientada al largo plazo. La visión está relacionada con el ver, es decir con el "mirar" las tendencias sociales y su evolución, y como cambiarán los mercados, esto en lo que respecta a una perspectiva externa; en lo que respeta a una perspectiva interna, imagina como se adaptará la empresa a estas tendencias y cambios sociales y también como influirá la empresa en estos o directamente como los creará.  
La misión de una organización hace foco en lo “interno”, de la razón de la existencia de la organización, el propósito básico hacia el que apuntan sus actividades, y los valores que guían las actividades de sus empleados.
La misión está vinculada con los valores centrales. También describen cómo competir y generar valor al cliente. La misión de respuesta a la pregunta: qué hay que hacer para alcanzar la visión de la firma.
Las principales diferencias entre misión y visión son:
- La misión detalla en forma más concreta lo que se pretende hacer y se concatena con los objetivos y metas perseguidos, y las estrategias para lograrlos; la visión antecede a la misión, sin visión no existe una misión, siendo la visión un enunciado más global y abarcativo y menos detallado.
- La misión tiene su horizonte en el mediano plazo, acentuando los aspectos que se deben cambiar; la visión se orienta al mediano y largo plazo, en el sentido de rescatar el como se quiere ser identificado en el futuro.

Una 'estrategia' implica elegir un conjunto de actividades en las que la organización sobresaldrá para crear una diferencia sostenida. El 'mapa estratégico' está relacionado con una visión macro de las estrategias seguidas por la organización.

## Perspectiva del cliente
Kaplan y Norton discuten una noción importante, la propuesta de valor. El concepto se basa en un trabajo anterior de Michael Porter, economista influyente y teórico de negocios. La propuesta de valor es la mezcla de la conveniencia, calidad, precio, servicio y garantía que la organización ofrece a sus clientes. La propuesta de valor apunta a orientarse a ciertos clientes, es decir, tiene cierto mercado objetivo (también conocido como Target de mercado, o segmento objetivo). Kaplan y Norton hablan de cuatro clases amplias de propuestas de valor:
- Mejor compra o Menor costo total: Precios económicos, calidad confiable, servicio rápido.
- Liderazgo de producto e innovación: Los últimos productos de los líderes de la industria.
- Llave en mano: Soluciones a medida para las necesidades y preferencias específicas de cada cliente.
- Cautiverio: El concepto de cliente cautivo fue introducido por Michael Porter. La organización intenta conseguir a una gran cantidad de compradores en una posición donde los deja sin posibilidad de continuar sus compras con otro proveedor. Por ejemplo, venden a muy bajo precio ciertos productos que no son compatibles con los de los competidores. La estrategia de cliente cautivo aprovecha los altos costos de la conmutación para los clientes, que los hacen dependientes de la organización. El cautiverio está relacionado al concepto de monopolio coactivo.

Conforme la evolución de las técnicas comerciales y el desarrollo de institutos que aseguren una sana competencia económica han tenido efecto, el desarrollo de propuestas de valor ha evolucionado en reconocer el ejercicio de la libertad de opción del grupo meta, tanto para elegir entre productos competitivos, como para decidir si decide entrar a comprar a una categoría o no. Por ello en diálogo y desarrollo estratégico transitan de la coacción a la convicción y del cautiverio a la lealtad.

## Perspectiva del proceso interno
Un hecho crucial señalado por Kaplan y Norton es que la naturaleza de la propuesta de valor determina el tipo de proceso interno en el que hay que enfocarse.
La correspondencia aproximada entre la propuesta de valor primaria y la perspectiva primaria del proceso interno es la siguiente:
- La mejor compra corresponde a la perspectiva de gestión de las operaciones.
- Las soluciones llave en mano corresponden a la perspectiva de gestión del cliente
- Liderazgo de producto e innovación corresponde a la perspectiva de innovación.

### Proceso de gestión de las operaciones
Hay cuatro clases principales de procesos:
- Desarrollar y sostener las relaciones con los proveedores
- Producir los productos y los servicios
- Distribuir y entregar los productos y los servicios a los clientes
- Administrar los riesgos

El esfuerzo que se debe hacer para reducir el tiempo de entrega que percibe el cliente, desde que ingresa el pedido y hasta la entrega en su puerta, y no solamente reducir el tiempo de fabricación.

### Proceso de gestión de clientes
Como se mencionó anteriormente, el proceso de gestión de clientes tiene los siguientes cuatro componentes:
- Selección del cliente: Determinación del segmento de clientes
- Adquisición del cliente
- Retención del cliente
- Desarrollo del cliente

Idealmente, una compañía querría clasificar a clientes basados en la naturaleza de las relaciones que buscan con la compañía.
La clasificación se puede basar en los siguientes parámetros:
- Intensidad del uso
- Ventajas buscadas
- Lealtad
- Actitud

En la práctica, cuando los clientes están dispersos en un gran mercado de consumidores, se emplean los siguientes indicadores:
- Factores demográficos
- Factores geográficos
- Factores de forma de vida

Basados en esta clasificación, la compañía puede decidir sobre los segmentos objetivos y sobre segmentos que no desea cultivar.
La retención del cliente es importante porque la retención de un cliente tiene un retorno de inversión mayor que adquirir un cliente nuevo.
El desarrollo del cliente implica la participación del cliente, ayudando a crear un sentimiento de pertenencia.

### Proceso de Innovación
Hay cuatro procesos importantes:
- Identificar las oportunidades para nuevos productos y servicios
- Manejar un portafolio de investigación y desarrollo
- Diseñar y desarrollar nuevos productos y servicios
- Colocar los nuevos productos y servicios en el mercado

El diseño y desarrollo de nuevos proyectos consta de las etapas siguientes:
- Desarrollo conceptual
- Planeamiento del producto
- Producto detallado e ingeniería de proceso

El proceso del desarrollo de producto ha sido comparado por muchos autores a un embudo. En las etapas iniciales, el proyecto tiene la máxima flexibilidad. Mientras se desarrolla, se vuelve más y más estrecho a medida que se descartan alternativas.

### Proceso social y regulatorio
En la era de la conciencia del medio ambiente, las compañías intentan entender las externalidades de sus actividades.  Esto es importante en dos sentidos:
- Las compañías necesitan cumplir leyes y regulaciones
- Las compañías prefieren una buena reputación de amigo del medio ambiente y amigo de la gente que capta el favor de los clientes.

Hay cuatro dimensiones en los procesos sociales y regulatorios:
- Medio ambiente: Temas tales como consumo de energía y recursos, y emisiones al aire, agua y suelo
- Seguridad y salud: Peligros de seguridad a los empleados
- Prácticas de empleo: Diversidad de empleados
- Inversión en la comunidad: Esto se discute más adelante

Muchas grandes corporaciones han establecido sus cimientos por los cuales el dinero es dirigido sistemáticamente hacia organizaciones establecidas en la comunidad.
Porter y Kramer han propuesto la teoría que las compañías deben invertir de forma de mejorar su contexto competitivo.
Ambos identifican cuatro elementos de un contexto competitivo que las compañías puedan influenciar con actividades filantrópicas:
- Factor de condiciones de entrada: Mejora la fuente de trabajadores entrenados, instituciones científicas y tecnológicas, y buena infraestructura física.
- Condiciones de demanda: Entrenamiento de gente para convertirlos en posibles segmentos objetivos de los bienes y servicios de la organización.
- Reglas de competencia y rivalidad: Las compañías del alto rendimiento pueden hacer donativos a organizaciones que ayudan a mantener la regla de la ley y a prevenir hurto de sus propiedades intelectuales por parte de rivales sin escrúpulos.
- Industrias relacionadas o de apoyo: Las compañías pueden invertir en proveedores e infraestructura que apoyan la industria en la cual compiten.

## Perspectiva del aprendizaje y crecimiento
Aunque los activos intangibles de una organización son los medios más poderosos para efectuar cambios permanentes en la organización, la idea de los mapas estratégicos es planear de manera top down -- comenzar con las necesidades de las perspectivas más altas y trabajar hacia abajo para determinar lo que se requiere a nivel humano, de información y finalmente de organización.

### Capital humano
Kaplan y Norton perfilan la siguiente estrategia “multipaso” para mejorar el capital humano:
- Identificar las familias de trabajo estratégico
- Desarrollar el perfil de competencia
- Determinar la preparación del capital humano
- Formular un plan para mejorar el capital humano
- Establecer un proceso de formación y crecimiento organizacional.

### Capital de la información
Hay tres áreas:
- Aplicaciones de procesamiento de transacciones: Esto implica las tareas cotidianas, repetitivas.
- Aplicaciones analíticas: Esto implica el análisis estadístico usado para entender y para mejorar.
- Aplicaciones de transformación: Esto implica el cambio en la naturaleza de.

### Capital organizacional
Tiene los cuatro elementos siguientes:
- Cultura: Esto describe la percepción a través de la compañía de sus metas, misión y políticas.
- Liderazgo y responsabilidad
- Alineamiento': Vinculando recompensas al desempeño (performance)
- Trabajo en equipo: Un sistema global de gestión del conocimiento